# Spolna fluidnost
Spolna fluidnost je nefiksna spolna identiteta, ki se spreminja s časom, glede na okolje ali situacijo. Do teh spreminjanj lahko pride pri spolni identiteti ali spolnem izrazu osebe. Spolno fluidna oseba lahko v svojem življenju izmenjuje različne spolne izraze ali izraža več plati različnih spolnih značilnosti hkrati.
Spolna fluidnost se razlikuje od prevpraševanja spola, procesa, v katerem ljudje raziskujejo svoj spol, da bi našli svojo pravo spolno identiteto in temu primerno prilagodili svoj spolni izraz (tudi gender-questioning). Spolna fluidnost je samostojna spolna identiteta in traja vse življenje spolno fluidnih oseb.
Oseba ni nujno spolno fluidna samo zato, ker v eni situaciji nosi tipično moška oblačila, v drugi pa tipično ženska - pri tem gre za obliko spolnega izraza. Spolna fluidnost je predvsem vprašanje notranje osebne identitete.
Zavod TransAkcija spolno fluidnost opredeli kot spolno identiteto, "pri kateri osebe čutijo, da je njihova spolna identiteta fluidna. To pomeni, da se njihova spolna identiteta spreminja, da ni statična, temveč prehaja med dvema ali več spolnimi identitetami. Spremembe med različnimi spolnimi identitetami lahko osebe občutijo bodisi od danes na jutri bodisi na več mesecev, na spremembe lahko vpliva tudi situacija ipd. Vsaka spolno fluidna oseba spolno fluidnost občuti po svoje."
Spolno fluidne osebe lahko doživljajo spolno disforijo, ki je psihološki občutek nelagodja zaradi dojemanja in obravnavanja spola osebe s strani okolice, kot posledica neskladja med pripisanim spolom in spolom, s katerim se identificirajo. Prav tako so spolno fluidne osebe pogosto tarča transfobije, pri čemer nasprotniki spolno fluidnost pogosto uporabljajo kot žaljivko.
Nekatere znane osebnosti se opredeljujejo kot spolno fluidne. Ruby Rose, ki se je razkrila leta 2014 in Miley Cyrus, ki se je razkrila leta 2015, sta na primer izjavili, da se ne počutita kot pripadnici nobenega od tradicionalnih spolov. Čeprav spolno fluidni karakterji v filmih in TV seriji niso številčno reprezentirani, pa nekaj vidnejših obstaja. Na primer lik Lokija, antiheroja vesolja Marvel, ki spreminja obliko, je v seriji romanov iz leta 2019 prikazan kot spolno fluiden.

## Zgodovina
Transspolne osebe, vključno z nebinarnimi osebami in osebami tretjega spola, obstajajo v kulturah po vsem svetu že od nekdaj. Sodobni izrazi transspolna oseba, spol, spolna identiteta in spolna vloga pa so se pojavili v kasnejših desetletjih 20. stoletja, zato se mnenja o tem, kako razvrstiti zgodovinske zapise o spolno raznolikih osebah in identitetah, vključno s spolno fluidnimi osebami, razlikujejo.
V romanu Virginie Woolf Orlando iz leta 1928 glavni junak razmišlja o spolni fluidnosti: "V vsakem človeku se zgodi nihanje iz enega spola v drugega in pogosto je le obleka tista, ki vzdržuje moško ali žensko podobo, medtem ko je spol pod njo pravo nasprotje tistega, kar je na površju."
Izraz spolna fluidnost se pojavi v osemdesetih letih 20. stoletja in se začne uporabljati poleg sorodnih izrazov "transspolnost" v sedemdesetih letih 20. stoletja in "kvirspolnost" v devetdesetih letih 20. stoletja. Izraz fluidni spol se pojavi v osemdesetih letih 20. stoletja in se začne uporabljati poleg sorodnih izrazov "transspolnost" v sedemdesetih letih 20. stoletja in "kvirspolnost" v devetdesetih letih 20. stoletja.
Izraz se je razširil sočasno z razumevanjem, da spol ni binaren (samo in vedno moški ali ženski) in ni nujno vezan na telesne značilnosti. Nebinarna filozofinja Judith Butler je v 80. in 90. letih 20. stoletja pripomogla k napredku tega razmišljanja in je pogosto zaslužna za popularizacijo ideje, da je spol družbeno konstruiran. Vpliv so imeli tudi pisatelji, kot je Sandy Stone, ki je leta 1987 napisala knjigo Imperij vrača udarec in v njej objavila esej o transspolni identiteti in potrebi po njeni uveljavitvi v svetu, ki je osredotočen na cisspolne identitete.
Med prvimi zabeleženimi omembami izraza spolna fluidnost je v knjigi Gender Outlaw: On Men, Women and the Rest of Us iz leta 1994 teoretičarke študij spolov Kate Bornstein. Kasneje je bil ponovno uporabljen leta 1996 v knjigi The Second Coming: Leatherdyke Reader.
Do leta 2011 je imel izraz "gender-fluid" v Googlu 37.000 zadetkov. Leta 2018 se je število povečalo na 2,3 milijona. Februarja 2014 je Facebook med 50 razpoložljivih identitetnih možnosti vključil tudi "gender-fluid“ (spolna fluidnost).
Maja 2015 je spletni slovar Dictionary.com dodala geslo "genderfluid". Slovar navaja: "Spolna fluidnost se nanaša na nebinarno spolno identiteto ali spolni izraz, ki ni stalen in se lahko spreminja s časom."

## Simboli
Zastavo ponosa spolno fluidnih oseb je leta 2012 oblikoval JJ Poole. Roza barva na zastavi predstavlja ženskost, bela odsotnost spola, vijolična androginost, črna vse druge spole, modra pa moškost.